# Johan Fenger-Krog

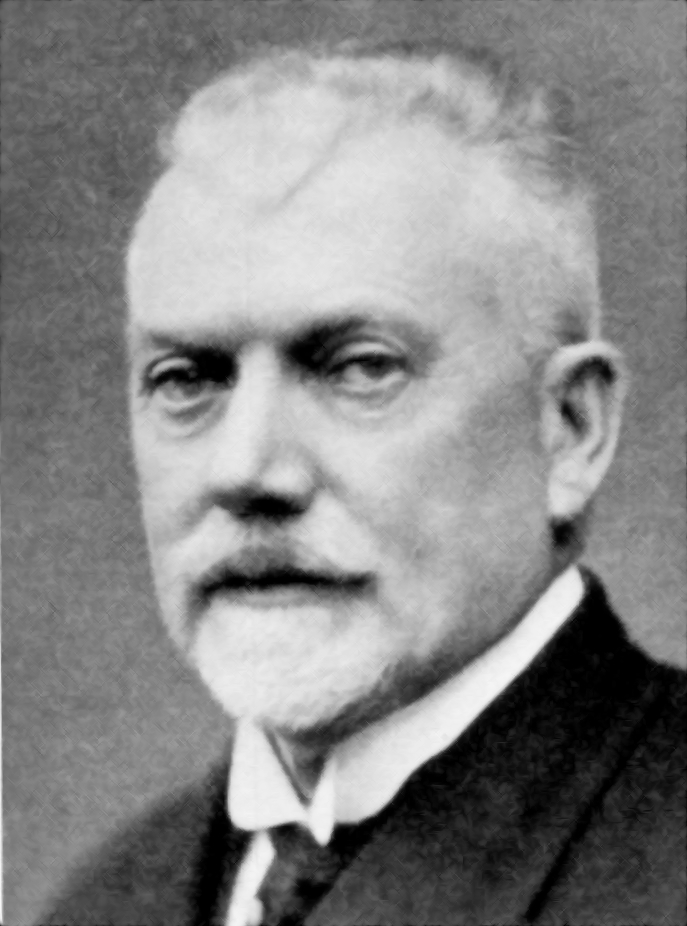
Johan Fenger-Krog

Johan Christian Fenger-Krog (* 29. Mai 1865 in Mandal; † 27. Oktober 1942 in Göteborg) war ein norwegisch-schwedischer Industrieller.

## Leben
Johan Fenger-Krog war der Sohn des Ingenieurs Albert Fenger-Krog. Er absolvierte 1884 das Handelsgymnasium Kristiania und studierte danach Betriebswirtschaftslehre in Deutschland und Frankreich.
Von 1891 bis 1899 war er Geschäftsführer der Firma Chr. Christophersens filialkontor in Göteborg, die Geschäfte mit Zellstoff und Papier tätigte. Mitte der 1890er Jahre machte er sich in derselben Branche selbstständig. Daraus entstand die Kommanditgesellschaft J. Fenger-Krog & Co. in Göteborg, die Zellulose und Schleifmittel exportierte und in der er von 1899 bis 1907 tätig war. Er erwarb Beteiligungen an Papiermühlen in Lisefors, Bäckhammar, Frövifors sowie an den Fabriken Forssa finpappersbruk, Nora sågbladsfabrik und Göteborgs pergamentfabrik.
Am 17. November 1900 kaufte er die Papiermühle Lisefors in Dalsland und übernahm am 1. April 1901 die Verwaltung. Er ließ den Namen des Ortes in Fengersfors und den der Papiermühle in Fengersfors bruk ändern und gründete am 12. August 1901 die Aktiengesellschaft Fengersfors Bruks AB, die sich in kurzer Zeit auf die Herstellung von Kraftpapier einstellte.
Bis zu seinem Tod war er Direktor von Fengersfors bruk. Fenger-Krog war von 1902 bis 1907 auch Vorstandsvorsitzender der AB Göteborgs bult- och nagelfabrik (Bolzen- und Nagelfabrik) und gründete 1906 die AB Göteborgs maskinaffär (Maschinenfabrik), der er bis 1908 vorstand. Diese Fabrik lieferte Maschinen für die Papierverarbeitung.